# کومارال
کومارال (انگلیسی: Cumaral) نام شهری در کشور کلمبیا است.